# 宮本・永井ポテンシャル
宮本・永井ポテンシャルは、銀河円盤がつくる重力ポテンシャルを表すモデルである。1975年に Masahito Miyamoto と Ryuzaburo Nagai によって提案され、その後の研究で広く用いられるようになった。

## 概要
宮本・永井ポテンシャルは軸対称な銀河円盤のモデルであり、円柱座標 {\displaystyle R}, {\displaystyle \theta }, {\displaystyle z} を用いて次式で与えられる。
{\displaystyle \Phi _{\mathrm {d} }(R,z)=-{\frac {GM_{\mathrm {d} }}{\sqrt {R^{2}+\left(a_{\mathrm {d} }+{\sqrt {z^{2}+b_{\mathrm {d} }^{2}}}\right)^{2}}}}}
ここに {\displaystyle M_{\mathrm {d} }} は円盤の質量、{\displaystyle G} は重力定数であり、パラメータ {\displaystyle a_{\mathrm {d} }}, {\displaystyle b_{\mathrm {d} }} がそれぞれ円盤の {\displaystyle R}-方向、{\displaystyle z}-方向のスケールを与える。{\displaystyle a_{\mathrm {d} }=0} のとき宮本・永井ポテンシャルは球対称なプラマーモデルに帰着し、{\displaystyle b_{\mathrm {d} }=0} のときには無限に薄い円盤を表すクズミンモデルに帰着する。そのため、宮本・永井ポテンシャルはこれらのパラメータを調整することで厚みを持った円盤のポテンシャルを表すことができる。
宮本・永井ポテンシャルは次の質量分布
{\displaystyle \rho (R,z)={\frac {b_{\mathrm {d} }^{2}M_{\mathrm {d} }}{4\pi }}{\frac {a_{\mathrm {d} }R^{2}+\left(a_{\mathrm {d} }+3{\sqrt {z^{2}+b_{\mathrm {d} }^{2}}}\right)\left(a_{\mathrm {d} }+{\sqrt {z^{2}+b_{\mathrm {d} }}}\right)^{2}}{\left[R^{2}+\left(a_{\mathrm {d} }+{\sqrt {z^{2}+b_{\mathrm {d} }^{2}}}\right)^{2}\right]^{\frac {5}{2}}\left(z^{2}+b_{\mathrm {d} }^{2}\right)^{\frac {3}{2}}}}}
がつくる重力場に対応する。円盤面 ({\displaystyle z=0}) においてこの密度場は動径 {\displaystyle R} が大きいとき {\displaystyle \rho \propto R^{-3}} という形で減少するが, 実際には円盤銀河の輝度プロファイルは {\displaystyle \propto \exp \left(-R/R_{\mathrm {d} }\right)} という形で減少することが知られている（指数法則）。

## 円盤銀河の重力ポテンシャル
円盤銀河全体の重力ポテンシャルは、宮本・永井ポテンシャルに加えてバルジがつくる重力ポテンシャルとダークマターハローのポテンシャルを加えたものとなる。バルジの寄与としてはハーンキストモデル
{\displaystyle \rho =-{\frac {GM_{\mathrm {b} }}{2\pi a^{3}}}{\frac {1}{r+a}}}
が、ダークマターハローの寄与としてはNFWプロファイル
{\displaystyle \rho ={\frac {4\rho _{\mathrm {s} }r_{\mathrm {s} }^{3}}{r(r_{\mathrm {s} }+r)^{2}}}}
がしばしば仮定される。